# Senosios Įpilties apylinkės
Senosios Įpilties apylinkės este o arie protejată (sit de importanță comunitară — SCI) din Lituania întinsă pe o suprafață de 97,8 ha, integral pe uscat.

## Localizare
Centrul sitului Senosios Įpilties apylinkės este situat la coordonatele 56°07′30″N 21°14′20″E / 56.1251°N 21.2388°E.

## Înființare
Situl Senosios Įpilties apylinkės a fost declarat sit de importanță comunitară în noiembrie 2006 pentru a proteja 1 specie de animale.

## Biodiversitate
Situată în ecoregiunea boreală, aria protejată conține 3 habitate naturale: Liziere de ierburi înalte hidrofile de câmpie și de nivel montan până la alpin, Pajiști aluvionare boreale nordice, Fânețe de joasă altitudine (Alopecurus pratensis, Sanguisorba officinalis).
La baza desemnării sitului se află o specie protejată de  amfibieni: triton cu creastă (Triturus cristatus).